# Teen Knight
Teen Knight è un film canadese del 1999 diretto da Phil Comeau.

## Trama
Peter, un giovane adolescente vince un concorso per un'avventura medievale indetto da un'azienda di bevande. Lui, gli altri vincitori e i membri di una troupe cinematografica dell'azienda, arrivano in un castello per l'avventura dove vengono catapultati nel 1383 grazie ad un incantesimo lanciato oltre 600 anni prima. Il malvagio Lord Ravkin progetta un nuovo tentativo di conquistare il castello e il gruppo chiede aiuto al mago Percifal per tornare alla realtà.